# Cantó de Laruntz
Cantó de Laruns era una divisió administrativa francesa, situada en el departament dels Pirineus Atlàntics i la regió Aquitània. El cap cantonal era Laruns i comptava amb 8 municipis. Va ser suprimit el 2015.

## Composició
- Asta e Bion
- Biost
- Vièla
- Vilhèras
- Aigas Bonas
- Gèra e Belesten
- Laruntz
- Lobièr de Haut